# На Мамурру и его покровителя Цезаря
«На Мамурру и его покровителя Цезаря» — условное название стихотворения римского поэта Гая Валерия Катулла, включённого в состав посмертного сборника («Книги Катулла Веронского») под номером 29 и написанного в 55 или 54 году до н. э. Здесь Катулл обращается к Гаю Юлию Цезарю, называя его «распутный Ромул» и подвергая яростной критике его офицера Марка Витрувия Мамурру. Последнего поэт называет «блудящий хрен истасканный»; в дальнейшем Мамурра упоминается в том же ключе и в других стихотворениях Катулла, причём остаётся неясным, с чем связана эта враждебность.
Стихотворение датируют, исходя из упоминания в нём британского похода Цезаря (лето 55 года до н. э.) и свойства Цезаря и Помпея (дочь первого и жена второго Юлия умерла летом 54 года до н. э.).